# تيزنيت

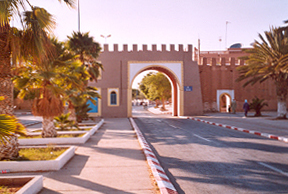
باب الخميس بمدينة تزنيت

تِيزنيت، مدينة مغربية وعاصمة إقليم تيزنيت، تقع في جهة سوس ماسة على بعد 690 كلم جنوب العاصمة الرباط و90 كلم جنوب مدينة أكادير. تشتهر بصناعة وإنتاج المجوهرات الفضية والبرونزية وتلقب بعاصمة الفضة.

## التسمية
تُلقب مدينة تيزنيت بالعديد من الأسماء من أشهرها عاصمة الفضة بسبب شهرة المدينة في إنتاج المجوهرات الفضية، كما تعرف تيزنيت باسم العين الزرقاء، أما اسم تيزنيت فيعتقد أنه نسبة لامرأة اسمها للا زنينية ويقرأ اسمها بالأمازيغية باسم تيزنيت، ويروى أن للا زنينية كانت مارة بهذه البقعة القاحلة، فأصابها عطش شديد كاد أن يقضي على حياتها، فتضرعت إلى الله تعالى وطلبت منه المغفرة، وكان يصاحبها كلبها فأخذ يهبش برجليه إذا بالماء ينبع من تحتهما فشربت وحمدت الله، ثم سكنت في ذلك المحل الذي تفرغت فيه إلى عبادة الله. وحضر إلى ذلك المكان أمازيغ رحالة جاؤوا إلى جوارها من أجل المرعى وسقي بهائمهم ومكثوا وهم من أصلها ويدعون: ادمكنون. ولما توفيت للا زنينية التي اسمها بتشلحيت تزنيت دفنت بذلك المحل الذي كانت تتعبد فيه. وأصبح هذا المحل قبلة للرحالة لسقي ماشيتهم وذويهم ومحل إقامتهم وهم: إدوطلحة وإدوكفا وإدوزكري الذين اتخذت أحياء مدينة تزنيت أسماؤهم، وبنى هؤلاء السكان مساجد تحمل أسمائهم.

## تاريخ
أُسِّسَت مدينة تيزنيت عام 1882م عقب حركات السلطان المولى الحسن الأول بمناطق سوس. وقد كان الغرض من ذلك صد أي توغل للأوروبيين انطلاقا من المحيط الأطلسي وكبح نفوذ زاوية تازروالت بإليغ وقد كان لاختيار موقع تيزنيت عدة دوافع أهمها نظرًا لقربها من السواحل الأطلسية (14 كلم) وتواجدها على الطريق التجاري المتجه من كلميم إلى الصويرة، بالإضافة إلى عدم الحاجة إلى استقطاب سكان جدد لإعمارها، إذ كان الموقع مأهولاً من قبل أهالي أزاغار تيزنيت.
إذ وُحِّدت القرى الصغيرة بسور بعلو 8 أمتار وبطول بلغ 7 كلم. هذا السور الذي استغرق بناؤه سنتين؛ بُني على شاكلة أسوار المدن العتيقة المغربية، إذ يدعمه 56 برجا وتتخلله ستة أبواب هي باب آكلو وباب الخميس وباب تاركا وباب المعذر وباب أولاد جرار وباب العوينة. ويطغى على هذه الأبواب طابع الهندسة المعمارية العلوية، كما أن هناك تشابها ملحوظا بينها وبين أبواب مدينة الصويرة. أما داخل المدينة فقد قسم إلى أحياء تحمل أسماء العائلات الأصلية وهي إدآوكفا وآيت محمد وإد زكري وإد صلحا. وقد شيدت البيوت والمنازل وفق الطراز المغربي الأندلسي المعروف بالرياض. ويوجد بتيزنيت أيضا قصر لممثل السلطان يعرف باسم القصر الخليفي، وبساحة كبيرة تعرف بساحة المشور حيث كانت تقام المراسيم.
بعد أن أحيطت تيزنيت بالسور تحولت المدينة إلى مركز إداري مهم وقاعدة عسكرية أمامية في مجال سياسة المخزن المتعلقة بحماية الوحدة الترابية للبلاد ودرء الأطماع الأوربية التي كانت تهدد آنذاك سواحل أيت باعمران وطرفاية. يضاف إلى ذلك حرص المخزن انطلاقا من تيزنيت، على مراقبة تحركات قواعد الاحتلال الفرنسية المتواجدة في الجزائر والتي تحاول التسرب إلى الصحراء المغربية عبر مدينة السمارة. وفي مستهل القرن 20 قدم إلى تيزنيت الشيخ ماء العينين، زعيم المقاومة في الصحراء بعدما أبلغه السلطان مولاي عبد الحفيظ بن الحسن أن من الأسلم تكتيكيا للمقاومة ورجالاتها الجلاء عن الصحراء مؤقتا والإقامة بمدينة تيزنيت حيث توفي ودفن فيها عام 1910. فخلفه أحد أبنائه وهو أحمد الهيبة الذي انطلق من المدينة متزعما حركة الجهاد ضد قوات الاحتلال الفرنسية في غمر معاهدة الحماية وفي شهر مارس من عام 1917، دخلت تلك القوات تيزنيت على شكل تحرك عسكري قوي قادم من مراكش عبر أكادير.

## السكان
حسب الإحصاء العام للسكان والسكنى لسنة 2014، تضم تيزنيت 699 74 نسمة.

## التعليم
- إعدادية مولاي رشيد
- إعدادية الوحدة
- إعدادية النور
- ثانوية ابن سليمان الرسموكي
- ثانوية الحسن الثاني
- ثانوية الإمام مالك
- ثانوية أركان
- ثانوية المسيرة الخضراء (وتتوفر أيضاً على مركز أقسام تحضير شهادة التقني العالي)

## المعالم التاريخية

### القصبة المخزنية
تقع بمحاذاة العين الزرقاء تعلوه بعدة أمتار فقط تبلغ مساحتها الإجمالية 6704م² وعدد أبراجها 5 تنسب إلى القائد الحاحي محمد أغناج الذي قام بحملة على سوس بإيعاز من المولى سليمان عام 1810م، وكان قد اتخذ من تيزنيت آنداك مركزا ومنطلقا لتثبيت سلطة المخزن على مجموع مناطق سوس. وكانت القصبة قد اضطلعت بدور تجميع القوات العسكرية التي كانت تهدف إلى إضعاف نفوذ إيليغ بالمنطقة كما استخدمت كقاعدة لضبط الأمن محليا.

### العين الزرقاء
وتسمى أيضا لعين أقديم، وهي العين المتدفقة وسط الذاكرة الشعبية برواية شائعة عن بداية انبثاقها. مفادها أن سيدة مغمورة داخل الجماعة كانت وراء اكتشاف العين بمحض الصدفة وكان هذا الحدث بداية تأسيس النواة الأولى لتجمع أيت تيزنيت بعد نزوح جماعات وافدة من مجالات مختلفة كونت في نهاية المطاف التجمعات المعروفة داخل البلدة: ادضلحة - ايدكفا - ايداومكنون - ادزكري - أيت محمد.

### المسجد الكبير
يعتبر من المراكز العلمية والدينية بمنطقة سوس ويقع بتراب ادضلحة داخل البلدة، جدد بنائه القائد سعيد الكيلولي بعد تهدم المسجد القديم مع صومعته البسيطة الواقعة في مكان خصة الماء الحالية فأحاطه بالجدار الخارجي وسقف منه الصف الأول. وبعد انجلاء القائد المذكور لم يتم المسجد فبقيت الصومعة بلا تبليط بما في ذلك الأخشاب البارزة. وفي عام 1903م أضاف القائد همو التزنيتي الصفين الثاني والثالث المواليين للقبلة ولم تبلط الصومعة إلا في عام 1927م. وقد تعاقب على الجامع علماء كثيرون منهم: الحسن بن الطيفور السموكني، محمد بن أحمد الأغرابوي، سعيد الكثيري.

### القصر الخليفي

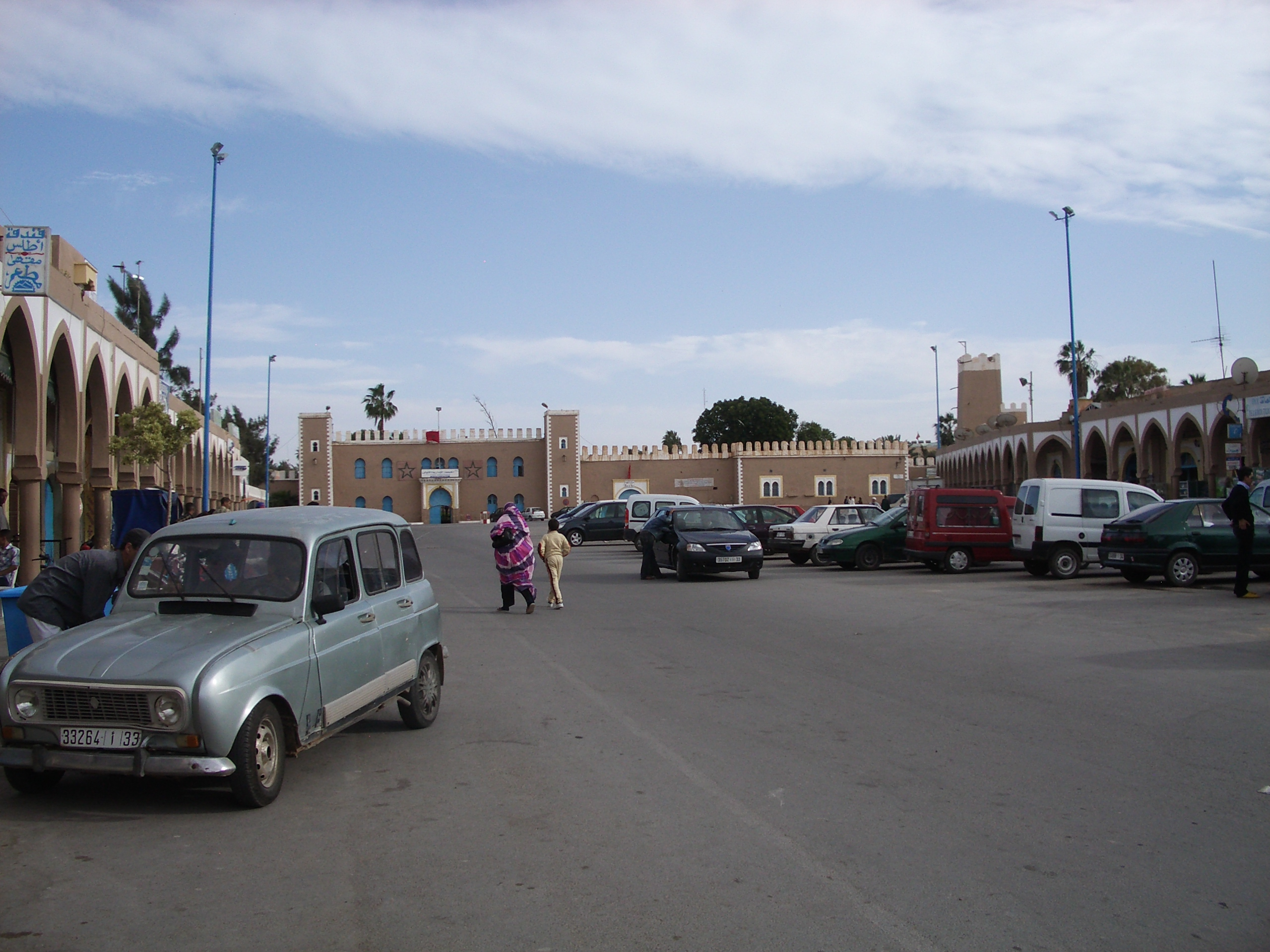
ساحة المشور

هو إحدى المعالم التاريخية الأساسية داخل المدينة العتيقة، بُني في نهاية القرن التاسع عشر بعد الانتهاء من أشغال بناء السور اندمج هذا المركز تدريجيا في النظام القبلي المحلي بفعاليات مخزنية معينة أساسا من خارج إقليم سوس:
- القائد مسعود الراشدي 1300م.
- عبد القادر الزيراوي 1303م.
- سعيد الكيلولي 1314م - 1318م.
- محمد أنفلوس 1318م - 1321م.

### السور الحسني
إلى عهد السلطان الحسن الأول كانت تيزنيت كغيرها من القبائل السوسية، تخضع فقط للقوات المخزنية المعنيين أساسا على تارودانت. وأثناء زيارته الأولى لمنطقة سوس سنة 1882م قرر السلطان بناء سور لمجموع دواوير تيزنيت غير المحصنة. وكان يراد من تزنيت أن تكون حصنا يتحكم في المجالات الممتدة ما بين وادي ماسة ووادي نون انطلاقا من موقعها الإستراتجي المتميز كصلة وصل بين الصويرة ومنطقة الصحراء. كما لا تبعد عن البحر إلا 14 كلم، إضافة إلى عدم توغلها في جبال الأطلس الصغير نظرا لـ:
- حاجة السلطان إلى مركز مخزني دائم بالمنطقة لتجميع الفعاليات المخزنية، وبالتالي إستخدامها كمنطلق لتركيز وتعزيز التواجد المخزني، وتوفير كل متطلبات الحركات المقبلة من مؤن وغيرها.
- تسهيل مراقبة السواحل الجنوبية، التي حظيت في نهاية القرن 19 بأهمية كبرى من انشغالات المخزن، بسبب التحرشات الأوربية المتطلعة إلى التعامل الاقتصادي المباشر مع السكان.
- كون تيزنيت عبارة عن مركز مخزني قديم، وكانت تؤيد بشكل مستم عمال المخزن بتارودانت، كما استعملت كقاعدة لاستقبال وتوجيه الحملات المخزنية طيلة القرن 19 وبداية القرن 20. كما كانت إستراتيجية السور، وسيلة لمراقبة تحركات إليغ، وتضييق دائرة نفوذها المتزايد بالمنطقة.

ابتدأت أعمال البناء الأولى بتاريخ 5 شوال 1300هـ تحت إشراف خليفة السلطان مسعود الراشدي والأمينيين عبد القادر الشاوي، والحاج المحجوب توفلغز الصويري، وإستغرق البناء سنتين ونصف. وقد اختط السور لكي يحيط ببلدة تزنيت والدواوير المحيطة بها، كما وفر السلطان للمشروع جميع الإمكانات والمستلزمات الضرورية من الأموال والعمال، وكانت نفقات البناء تأخذ من صائر مرسى الصويرة. الشكل العام للسور غير متعرج، لا يتعدى علوه ثمانية أمتار بسمك متر واحد. تعلوه ممرات للحراسة ومتدرج بشراريف. ويمتاز جدار السور بوجود ممر جداري محاط بعدد من الشرفات، وقد كان هذا الممر خاصا بجنود الحراسة أثناء عملية الدفاع والرمي بالبارود، بينما يتجلى دور الشرفات في الحراسة. وقد بُني سور تيزنيت من الطين، الحجارة، التبن، والجير. وعدد أبوابه هو 5 أبواب وتمت إضافة بابين. أما طول السور فيبلغ 7.5 كلم.

## المرافق العمومية
تتوفر المدينة على عدة مرافق ممتازة:
1. دار الثقافة.
2. مراكز سوسيوثقافية.
3. خزانة المختار السوسي الوسائطية.
4. ملعب المسيرة المعشوشب.
5. قاعة مغطاة (أناروز).
6. مسبح.
7. عدة مدارس ثانوية وإعدادية وابتدائية.
8. مستشفى إقليمي.
9. قاعة سينما الباهية.
10. المحطة الطرقية.
11. متحف الثرات.
12. مجمع الصناعة التقليدية.
13. ساحة الاستقبال.
14. فنادق مصنفة، أهمها فندق ادو

## الرياضة
تتوفر تيزنيت على أقدم فريق في المنطقة الجنوبية نادي أمل تيزنيت الذي تأسس سنة 1948. وأبرز إنجازاته الصعود إلى القسم الثاني من 1975 إلى غاية 1988 وبلوغ دور 16 في كأس العرش 2009/2010.
كما سبق له أيضا بلوغ نفس الدور برسم الموسم الرياضي 2015/2016 من طرف الوداد الرياضي. وفي الموسم الحالي اندحر للقسم الثاني هواة بعدما كان يشكل رقما صعبا في المنافسة على الصعود.

## مدن متوأمة
المدن الشقيقة لتيزنيت هي:
- فرنسا - سان دوني
- الولايات المتحدة - سومرفيل
- تركيا - إزميت[6]

## شخصيات
- محمد المختار السوسي.
- ربيعة الشهبة.
- الحسن بن الطيفور السموكني.
- الشيخ ماء العينين.
- الرايس الحاج بلعيد.
- محمد خير الدين.